# 道の駅狼煙
道の駅狼煙（みちのえき のろし）は、石川県珠洲市狼煙町（のろしまち）にある石川県道28号大谷狼煙飯田線の道の駅である。

## 概要
道の駅として認定される以前から、交流施設ならびに珠洲市直営の有料駐車場があり、また狼煙地区のほぼ中心に位置することから、禄剛埼灯台などの観光ならび地区の祭事にも使用されてきた。施設部分は建て替えられ「交流施設狼煙」と命名、2009年（平成21年）4月29日にオープンし営業を開始。翌年2010年（平成22年）に道の駅として登録された。
なお、豆腐やきなこづくりが体験ができる体験交流室を兼ね備えているため、施設を指す旧名称は引き続き使用されている。

## 施設
- 駐車場
  - 普通車：106台
  - 大型車：5台
  - 身障者用：1台
- トイレ
  - 男：9器
  - 女：6器
  - 身障者用：2器
- 農産物直売所（8:30 - 17:00）
  - 交流施設狼煙内にあり、特産品や土産品を扱っている[6]。また、地元の大豆（大浜大豆）[4]とにがりを使った地豆腐手作り体験ができる体験交流コーナーも設置されている[7]。
- 道路情報施設（8:30 - 17:00）

### 管理団体
- 株式会社のろし（指定管理者）

## 休館日
- 年末年始（12月31日 - 1月4日）

## アクセス
- 石川県道28号大谷狼煙飯田線 - 登録路線
- すずバス「狼煙飯田 海ルート」・「狼煙飯田 山ルート」狼煙バス停下車すぐ（無料バス・平日のみ運行）[8][9]

かつては、狼煙バス停を発着する北鉄奥能登バスの木の浦線が運行されたが、2022年（令和4年）3月27日の最終運行で廃止。翌日3月28日より一般社団法人すずバスが路線を継承している。

## 周辺
- 禄剛崎
  - 禄剛埼灯台[10][12] - 当駅の駐車場からの遊歩道が整備されている[3]。
- 能登さいはて資料館
- ゴジラ岩
- 葭ヶ浦温泉
- 須須神社